# Unión Deportiva Collerense (femenino)
La sección de fútbol femenino de la Unión Deportiva Collerense nació en 1999 en Palma de Mallorca (Baleares), España. Milita en la Segunda División Femenina de España.Liga Iberdrola 

## Historia

### Primeros años (1999-2008)
El UD Collerense femenino nació en la temporada 1999-2000, jugando la Liga Regional de Mallorca (Islas Baleares) en la que permaneció tres temporadas hasta conseguir el ascenso en 2002. 
Desde entonces jugó en el Grupo 3 de Primera Nacional, por aquel entonces la segunda categoría del fútbol femenino español. Durante siete temporadas estuvo cerca de las eliminatorias de ascenso que el campeón de grupo tenía derecho a jugar, pero siempre era superado por otros clubes: el FC Barcelona unos años y la UE Estartit en otros.

### Ascenso a Superliga (desde 2008)
Por fin, en la temporada 2008-09 finaliza en primera posición en su grupo de Primera Nacional ganando los 30 partidos de liga, un hecho insólito. En la fase de ascenso vence por 4-1 al Oiartzun en Palma de Mallorca y por 0-1 al Tacuense en Tenerife, logrando así el ascenso a Superliga.
Desde entonces el Club se ha marcado la permanencia como objetivo, consiguiéndolo sin pasar demasiados apuros. En la temporada 2014-15 el UD Collerense femenino consiguió la permanencia por sexto año consecutivo en la máxima categoría del fútbol femenino. En la siguiente, quedó último y descendió a la segunda división, donde actualmente milita.

### Clasificaciones en Liga
| - 1999-2000: Regional Mallorca (6º) - 2000-01: Regional Mallorca (3º) - 2001-02: Regional Mallorca (1º) - 2002-03: 1ª Nacional, Grupo 3 (3º) - 2003-04: 1ª Nacional, Grupo 3 (2º) - 2004-05: 1ª Nacional, Grupo 3 (2º) - 2005-06: 1ª Nacional, Grupo 3 (2º) | - 2006-07: 1ª Nacional, Grupo 3 (7º) - 2007-08: 1ª Nacional, Grupo 3 (2º) - 2008-09: 1ª Nacional, Grupo 3 (1º) - 2009-10: Superliga, Grupo 2 (5º) y Grupo 3 (2º) - 2010-11: Superliga, Grupo 2 (6º) y Grupo 3 (2º) - 2011-12: Primera División (12º) - 2012-13: Primera División (14º) | - 2013-14: Primera División (10º) - 2014-15: Primera División (12º) - 2015-16: Primera División (16º) - 2016-17: Segunda División (6º) - 2017-18: Segunda División (3º) - 2018-19: Segunda División (5º) - 2019-20: Primera División B |

 - Campeonato de Liga 

 - Ascenso 

 - Descenso 

### Copa de la Reina
| - 2009-10: 1/8 final - 2010-11: 1/8 final - 2011-12: No clasificado - 2012-13: No clasificado |

## Uniforme
- Uniforme titular: Camiseta roja, pantalón azul, medias rojas.
- Uniforme alternativo: Camiseta azul, pantalón azul, medias rojas.

## Estadio
El equipo juega sus partidos en el Campo Municipal Coll d’en Rebassa de Palma de Mallorca. Conocido como Ca'n Caimari y con capacidad para 1000 personas. El campo es de césped artificial.

## Datos del club
- Temporadas en Primera categoría (4): 2009-10, 2010-11, 2011-12 y 2012-13
- Temporadas en Segunda categoría (7): 2002 a 2009
- Temporadas en Tercera categoría (Regional Mallorca) (3): 1999-2000, 2000-01 y 2001-02

## Jugadoras

### Plantilla y cuerpo técnico 2015-16
La plantilla y el cuerpo técnico del primer equipo femenino para la actual temporada son los siguientes:

## Palmarés
- Primera Nacional (2ª Categoría) (1): 2008-09
- Regional Mallorca (3ª Categoría) (1): 2001-02